# IC 2572
IC 2572 ist eine Spiralgalaxie vom Hubble-Typ Sa/R im Sternbild Kleiner Löwe am Nordsternhimmel. Sie ist schätzungsweise 161 Millionen Lichtjahre von der Milchstraße entfernt und hat einen Durchmesser von etwa 75.000 Lichtjahren.
Im selben Himmelsareal befinden sich u. a. die Galaxien NGC 3232, NGC 3234, NGC 3245, IC 2565.
Das Objekt wurde am 7. Mai 1896 von Stéphane Javelle entdeckt.